# Shannon Williams
Shannon Williams (hangul: 샤넌 윌리엄스), även känd som bara Shannon, född 26 maj 1998 i London, är en brittisk-sydkoreansk sångare och skådespelare.
Shannon medverkade 2012 i singeln "Day and Night" tillsammans med Lee Areum från T-ara och Gunji från Gavy NJ. Hon gjorde solodebut under MBK Entertainment år 2014 med singeln "Daybreak Rain", och den 5 mars 2015 släpptes hennes debutalbum (EP) Eighteen som också inkluderar hennes andra singel "Why Why". Som skådespelare gjorde hon sin debut i TV-dramat Moorim School som sändes på KBS år 2016.

## Diskografi

### Album
| Albuminformation                          | Topplacering          |
| Albuminformation                          | Sydkorea (Gaon Chart) |
| ----------------------------------------- | --------------------- |
| Eighteen (EP-skiva) - Släppt: 5 mars 2015 | 17                    |

### Singlar
| År                 | Titel                                                                      | Topplacering                                            |
| År                 | Titel                                                                      | Sydkorea (Gaon Chart)                                   |
| Solo               | Solo                                                                       | Solo                                                    |
| ------------------ | -------------------------------------------------------------------------- | ------------------------------------------------------- |
| 2014               | "Daybreak Rain"                                                            | 32                                                      |
| 2015               | "Why Why"                                                                  | 100                                                     |
| Samarbete          |                                                                            |                                                         |
| 2012               | "Day and Night (Love All)" (med Lee Areum från T-ara & Gunji från Gavy NJ) | 28                                                      |
| 2014               | "Remember You" (ft. Shin Jong-kook)                                        | —                                                       |
| 2014               | "Breath" (med Vasco & Giriboy)                                             | —                                                       |
| 2015               | "Love X Go Away" (med Yook Ji-dam)                                         | —                                                       |
| 2016               | "Lachrymal Gland" (med Soheezzang)                                         | —                                                       |
| Medverkan på album |                                                                            |                                                         |
| 2012               | "My Love" (med Yangpa, på EP-skivan Together av Yangpa)                    | "My Love" (med Yangpa, på EP-skivan Together av Yangpa) |

### Soundtrack
| År   | Titel               | Topplacering          | Serie             |
| År   | Titel               | Sydkorea (Gaon Chart) | Serie             |
| ---- | ------------------- | --------------------- | ----------------- |
| 2015 | "Remember and Love" | —                     | Shine or Go Crazy |

## Filmografi

### TV-drama
| År   | Titel         | Kanal | Roll    |
| ---- | ------------- | ----- | ------- |
| 2016 | Moorim School | KBS2  | Shannon |